# 野口観光
野口観光（のぐちかんこう）は、北海道登別市にある企業。野口観光マネジメント、野口リゾートマネジメントとその他グループ企業によって「野口観光グループ」を形成している。

## 概要
カラカミ観光、トーホウリゾートなどとともに北海道を代表する観光リゾート企業であり、北海道と神奈川県で宿泊施設などを経営しており、既存施設のM&Aにより規模を拡大してきた。リーズナブルな料金の「亭シリーズ」、準高級志向の「風シリーズ」、ハイグレードの「望楼シリーズ」のカテゴリがある。人材育成に力を入れており、苫小牧市に宿泊業の職業訓練校「野口観光ホテルプロフェッショナル学院」を開校した。
創業書記には「プリンスホテル」の名前を持つホテルを複数運営し、2023年現在も新苫小牧プリンスホテル、室蘭プリンスホテルなどが営業中だが、創業者の野口秀次がプリンス自動車工業の代理店を経営していたことにちなむもので、同名のホテルチェーンを全国展開する西武鉄道系のプリンスホテルとの資本関係はない（プリンスホテル#無関係な同名の「プリンスホテル」も参照）。その後1984年の「洞爺プリンスホテル湖畔亭」以降は日本の伝統・安らぎや憩い・夢のイメージをもたせた「亭」を用いたネーミングとしている。
北海道リート投資法人のスポンサーの一社である。

## 沿革
- 1963年（昭和38年）：「株式会社登別プリンスホテル」設立[9]。
- 1964年（昭和39年）：「登別プリンスホテル」本館完成し、営業開始[6]。
- 1976年（昭和51年）：「登別プリンスホテル紅葉館」完成[10]。
- 1978年（昭和53年）：「苫小牧プリンスホテル」完成[11]。
- 1979年（昭和54年）：洞爺レークホテルを買い取り、「洞爺プリンスホテル」と改称して営業開始[11]。
- 1981年（昭和56年）：「室蘭プリンスホテル」完成[12]。
- 1984年（昭和59年）：洞爺プリンスホテルを増築し、「洞爺プリンスホテル湖畔亭」と改称[13]。
- 1985年（昭和60年）：ホテル朝陽を買い取り、「層雲峡プリンスホテル朝陽亭」と改称して営業開始[12]。
- 1987年（昭和62年）：「野口観光株式会社」と社名変更[14]。
- 1988年（昭和63年）：「湯元啄木亭」完成[15]。
- 1989年（平成元年）：洞爺ホテル龍月を買い取り、「湖畔亭別館活魚亭」と改称して営業開始[16]。
- 1991年（平成03年）：「湯元啄木亭別亭飛天」完成[16]。
- 1996年（平成08年）：「北湯沢湯元名水亭」完成[17]。
- 1998年（平成10年）：グリーンビレッジ北湯沢温泉を買い取り、「湯元ホロホロ山荘」と改称して営業開始[18]。
- 2000年（平成12年）：有珠山の噴火により、洞爺プリンスホテル湖畔亭と湖畔亭別館活魚亭が営業休止[19]。
- 2001年（平成13年）：洞爺プリンスホテル湖畔亭営業再開。「湯元第二名水亭」完成。湯元啄木亭別亭飛天を「想い出づくりの宿飛天」と改称。
- 2002年（平成14年）：層雲峡プリンスホテル朝陽亭北番屋オープン。湖畔亭別館活魚亭を「洞爺ごきらく亭」と改称して営業再開。
- 2003年（平成15年）：「野口観光マネジメント株式会社」を設立し、10ホテルを承継。
- 2004年（平成16年）：層雲峡国際ホテルを買い取り、「朝陽リゾートホテル」と改称して営業開始。
- 2006年（平成18年）：登別プリンスホテル紅葉館を「望楼NOGUCHI登別」と改称して営業開始。
- 2009年（平成21年）：農業生産法人となる株式会社のぐち北湯沢ファーム設立。「野口リゾートマネジメント株式会社」設立。
- 2010年（平成22年）：想い出づくりの宿飛天、夢窓庵を「望楼NOGUCHI函館」と改称して営業開始。
- 2011年（平成23年）：箱根の早雲山荘、箱根強羅荘、紅葉閣、元湯場沙羅亭を買い取る[20]。元湯場沙羅亭を「きたの風茶寮」と改称して営業開始。苫小牧プリンスホテル休館。
- 2012年（平成24年）：奥湯河原のゆば懐石山翠楼、懐石海石榴を買い取り、それぞれ「山翠楼 SANSUIROU」、「海石榴（つばき）」と改称して営業開始。登別プリンスホテル石水亭を「登別 石水亭」、洞爺プリンスホテル湖畔亭を「絶景の湯宿 湖畔亭」、洞爺プリンスホテル湖畔亭別館ごきらく亭を「源泉の湯宿 洞爺 ごきらく亭」、層雲峡プリンスホテル朝陽亭を「層雲峡 朝陽亭」、湯元 啄木亭を「函館湯の川温泉 湯元 啄木亭」、湯元 第二名水亭を「北湯沢温泉郷 湯元 第二名水亭」、湯元 ホロホロ山荘を「北湯沢温泉郷 湯元 ホロホロ山荘」と改称。洞爺パークホテル天翔を買い取り、「ザ レイクビューTOYA 乃の風リゾート」と改称して営業開始。
- 2015年（平成27年）：St.haniel Chapel 緑の森の教会を「北湯沢 緑の森の教会」と改称。湯元名水亭を「緑の風リゾート きたゆざわ」と改称して営業開始。野口観光が「紺綬褒章」を授与[21]。
- 2016年（平成28年）：湯元啄木亭東館を「HAKODATE 海峡の風」と改称して営業開始[22]。
- 2017年（平成29年）：湯元 第二名水亭をリニューアルし、「きたゆざわ 森のソラニワ」と改称して営業開始。エスカル室蘭を買い取り、「第二プリンスホテル室蘭ビュー」と改称して営業開始[23]。
- 2018年（平成30年）：苫小牧プリンスホテルを改装し、「新苫小牧プリンスホテル『和〜なごみ〜』」と改称して営業開始、職業訓練校「野口観光ホテルプロフェッショナル学院」開校[24]。章月グランドホテルを買い取り、営業開始[25]。
- 2019年（令和元年）：「源泉のお宿 湯河原千代田荘」営業開始。

## 営業店・営業所
野口観光株式会社
- 登別温泉
  - 登別 石水亭 - 北海道登別市登別温泉町203-1
  - 望楼NOGUCHI登別 - 北海道登別市登別温泉町200-1
- 札幌
  - 札幌営業所 - 札幌市北区北7条西4丁目5 伊藤110ビル3階

野口観光マネジメント株式会社
- 洞爺湖温泉
  - 洞爺 湖畔亭 - 北海道虻田郡洞爺湖町洞爺湖温泉7-8
  - 洞爺 ごきらく亭 - 北海道虻田郡洞爺湖町洞爺湖温泉1-4
  - ザ レイクビューTOYA 乃の風リゾート - 北海道虻田郡洞爺湖町洞爺湖温泉29-1
- 層雲峡温泉
  - 層雲峡 朝陽亭 - 北海道上川郡上川町字層雲峡温泉
  - 層雲峡温泉 朝陽リゾートホテル - 北海道上川郡上川町字層雲峡温泉
- 湯の川温泉
  - 湯元 啄木亭 - 北海道函館市湯川町1丁目18-15
  - HAKODATE 海峡の風 - 北海道函館市湯川町1丁目18-15
  - 望楼NOGUCHI函館 - 北海道函館市湯川町1丁目17-22
- 北湯沢温泉
  - 緑の風リゾート きたゆざわ - 北海道伊達市大滝区北湯沢温泉町300-2
  - きたゆざわ 森のソラニワ - 北海道伊達市大滝区北湯沢温泉町300-7
  - 湯元 ホロホロ山荘 - 北海道伊達市大滝区北湯沢温泉町34
- 定山渓温泉
  - 章月グランドホテル - 札幌市南区定山渓温泉東3丁目-239
- 苫小牧
  - 新苫小牧プリンスホテル「和〜なごみ〜」 - 北海道苫小牧市双葉町3丁目2-8
- 室蘭
  - 室蘭プリンスホテル - 北海道室蘭市中央町1丁目4-9
  - 第二プリンスホテル室蘭ビュー - 北海道室蘭市海岸町1丁目20-18

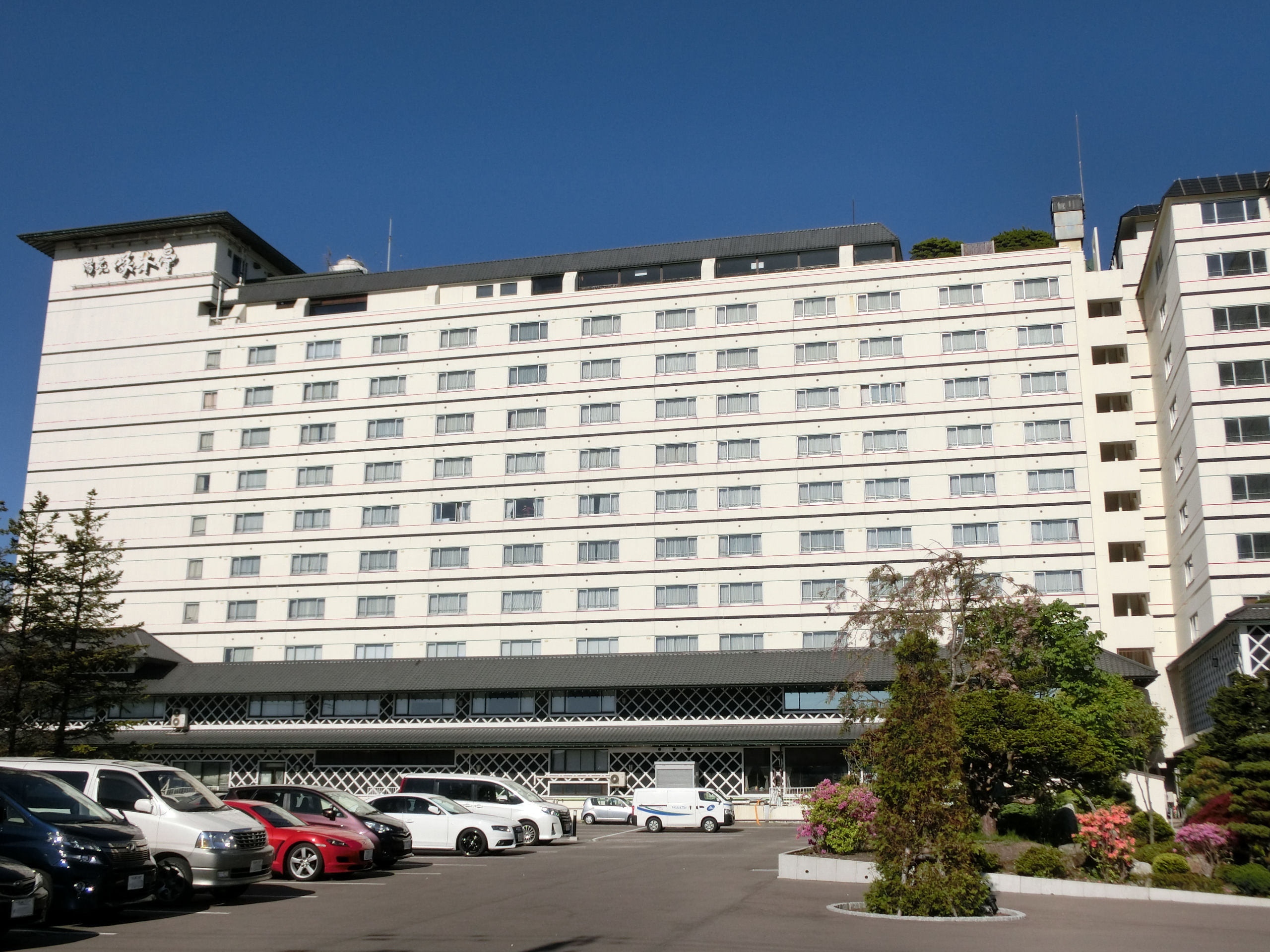
湯元 啄木亭（2018年5月）
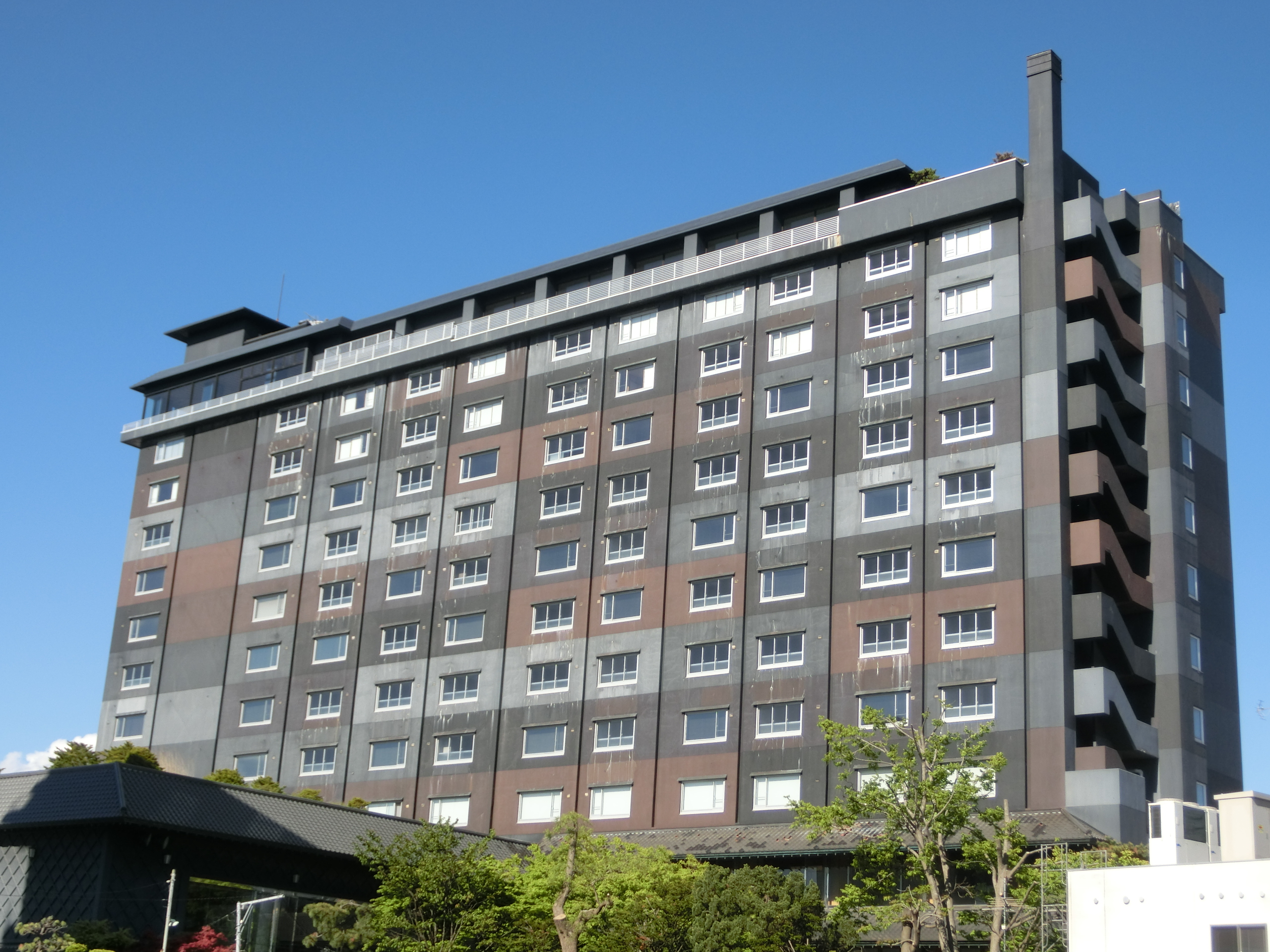
望楼NOGUCHI函館（2018年5月）

野口リゾートマネジメント株式会社
- 箱根
  - きたの風茶寮 - 神奈川県足柄下郡箱根町仙石原934-29
- 奥湯河原
  - 山翠楼 SANSUIROU - 神奈川県足柄下郡湯河原町宮上673
  - 海石榴 つばき - 神奈川県足柄下郡湯河原町宮上776
  - 源泉のお宿 湯河原千代田荘 - 神奈川県足柄下郡湯河原町宮上637

職業訓練法人
- 野口観光ホテルプロフェッショナル学院 - 北海道苫小牧市双葉町3丁目2-8

グループ企業
- 株式会社のぐち北湯沢ファーム - 北海道伊達市大滝区円山町396-1
- 室蘭ダイハツ販売株式会社 -  北海道室蘭市寿町3丁目15-4
- 北海石油株式会社 - 北海道室蘭市寿町3丁目15-4
- 株式会社野口商社 - 北海道登別市千歳町1丁目7-1

## 参考資料
- 『泣いて笑って八十年』野口観光、1999年5月28日。
- “野口観光株式会社（登別市）” (PDF). “魅力ある宿づくり”に挑戦する旅館群.  北海道経済産業局 (2010年). 2016年11月1日閲覧。
- “観光業界人インタビュー 第2848号 野口観光グループ社長 野口秀夫氏”. 観光経済新聞.   観光経済新聞社 (2016年6月11日). 2016年11月1日閲覧。